# Моріс Бланшо
Морі́с Бланшо́ (фр. Maurice Blanchot; 22 вересня 1907, с. Кен, комуна Девруз, департамент Сона і Луара — 20 лютого 2003, Ле-Меній-Сен-Дені, департамент Івелін) — французький письменник, есеїст, літературний критик, філософ. Його праці вплинули на розвиток постструктуралізму, зокрема на філософську концепцію Жака Дерріди.

## Біографія
Народився в містечку Кен (деп.Сона і Луара). Закінчив Страсбурзький університет, потім одержав другий диплом в Сорбонні. Працював журналістом і редактором. Перед другою світовою війною висловлював деякі симпатії до нацизму, закликав до скинення уряду Блума. В 1940 році, після нападу Німеччини на Францію, Бланшо відмовився від своїх попередніх переконань і став на шлях боротьби з нацизмом — він був активним учасником Руху Опору й навіть співпрацював з комуністами. В середині 1940-х років остаточно «зав'язав» з політикою й присвятив себе літературі: уже наприкінці війни він випустив два романи й дві літературознавчі роботи. В 1946 році Бланшо виїхав з Парижа й улаштувався в містечку Ез (деп. Приморські Альпи). Помер у лютому 2003 року, у віці 95 років. Помер легко й загадково. Будучи всесвітньо відомим мислителем, не залишив жодного заповіту щодо своєї літературної спадщини.

## Творчість
Творчий шлях Бланшо почався в роки Другої світової війни романами — «Темний Тома» (1941, друга ред. 1950) і «Амінадав» (1942). Надалі Бланшо — прозаїк, писав переважно повісті: «При смерті» (1948), «У бажану мить» (1951), «Остання людина» (1957) та ін. Тоді ж почалася й діяльність Бланшо-критика й есеїста; його численні статті зібрані в книзі «Лотреамон і Сад» (1949), «Доля вогню» (1949).
З 70- х років Бланшо випускав в основному твори змішаного жанру, що складалися з різнопланових, художніх і філософських фрагментів: «Крок по той бік» (1973). Міркування про літературний розвиток XVIII- ХХ ст. увійшли до збірників «Простір літератури» (1955), "Нескінченна розмова " (1969), «Дружба» (1971), «Письмена краху» (1980). Творчий доробок Бланшо вплинув на теорію й практику структуралізму й «нового роману».

## Твори
Досить повну бібліографію Моріса Бланшо можна знайти тут [Архівовано 2 травня 2009 у Wayback Machine.]. (фр.)

### Романи
- 1941 : Thomas l'obscur (Gallimard), перевидання в 2005.
- 1942 : Aminadab (Gallimard, Coll. L'imaginaire) ISBN|2-07-077029-X
- 1948 : Le Très-Haut (Gallimard, Coll. L'Imaginaire) ISBN|2-07-071447-0
- 1950 : Thomas l'obscur Seconde version (Gallimard, Coll. L'Imaginaire) ISBN|2-07-072548-0

### Оповідання
- 1948 : L'Arrêt de mort (Gallimard, Coll. L'Imaginaire) ISBN|2-07-029699-7
- 1951 : Au moment voulu (Gallimard, Coll. Blanche) ISBN|2-07-020735-8
- 1951 : Le Ressassement éternel (Editions de Minuit)
- 1953 : Celui qui ne m'accompagnait pas (Gallimard, Coll. L'Imaginaire) ISBN 2-07-073438-2
- 1957 : Le Dernier Homme (Gallimard, Coll. Blanche) ISBN|2-07-020738-2
- 1962 : L'Attente, l'oubli (Gallimard, Coll. L'Imaginaire) ISBN|2-07-075838-9
- 1973 : La Folie du jour (Fata Morgana)
- 1983 : Après Coup, précédé par Le Ressassement éternel (Éditions de Minuit)
- 1994 : L'Instant de ma mort (Fata Morgana)

### Есе
- 1942 : Comment la littérature est-elle possible ? (Corti)
- 1943 : Faux pas (Gallimard) ISBN|2-07-020731-5
- 1949 : La Part du feu (Gallimard)
- 1949 : Lautréamont et Sade (Éditions de Minuit)
- 1955 : L'Espace littéraire (Gallimard) ISBN|2-07-032475-3
- 1958 : La Bête de Lascaux (GLM, цей текст увійшов до книжки Une voix venue d'alleurs, 2002)
- 1959 : Le Livre à venir (Gallimard) ISBN|2-07-032397-8
- 1969 : L'Entretien infini (Gallimard) ISBN|2-07-026826-8
- 1971 : L'Amitié, (Gallimard) ISBN|2-07-028044-6
- 1973 : Le Pas au-delà (Gallimard) ISBN|2-07-028786-6
- 1980 : L'Écriture du désastre (Gallimard)
- 1981 : De Kafka à Kafka (Gallimard)
- 1983 : La Communauté inavouable (Éditions de Minuit)
- 1984 : Le Dernier à parler (Fata Morgana, repris dans Une voix venue d'ailleurs, 2002))
- 1986 : Michel Foucault tel que je l'imagine (Fata Morgana, repris dans Une voix venue d'ailleurs)
- 1987 : Joë Bousquet (Fata Morgana)
- 1992 : Une voix venue d'ailleurs — Sur les poèmes de LR des Forêts (Ulysse Fin de Siècle, repris dans Une voix venue d'ailleurs 2002)
- 1996 : Pour l'amitié (Fourbis, republié chez Farrago en 2000)
- 1996 : Les Intellectuels en question (Fourbis, republié chez Farrago en 2000)
- 1999 : Henri Michaux ou le refus de l'enfermement (Farrago)
- 2002 : Une voix venue d'ailleurs (Gallimard)
- 2003 : Écrits politiques (1958–1993) (Léo Sheer)
- 2007 : Chroniques littéraires du «Journal des Débats» (avril 1941-août 1944) (Gallimard)
- 2008 : Écrits Politiques 1953–1993, (Cahiers de la NRF, Gallimard)

Листування :
- Maurice Blanchot, Lettres à Vadim Kozovoï (1976–1998), Éditions Manucius, 2008.

## Українські переклади
Моріс Бланшо, Простір літератури, пер. Леоніда Кононовича, вид. Кальварія, Львів: 2007.